# Victorius Dwiardy
Victorius Dwiardy OFM Cap (ur. 14 grudnia 1968 w Sebalos) – indonezyjski duchowny katolicki, biskup diecezjalny Banjarmasin od 2023.

## Życiorys

### Prezbiterat
Święcenia kapłańskie przyjął 10 października 1998 w Zakonie Braci Mniejszych Kapucynów. Był m.in. przewodniczącym fundacji Dharma Insan, kanclerzem kurii archidiecezji Pontianak, radnym i przełożonym tamtejszej prowincji zakonnej, a także definitorem generalnym kapucynów dla regionu Azja-Oceania.

### Episkopat
8 lipca 2023 papież Franciszek mianował go biskupem diecezjalnym Banjarmasin.
4 listopada 2023 przyjął święcenia biskupie w Grand Palace w Banjarmasin. Głównym konsekratorem był Piero Pioppo, nuncjusz apostolski w Indonezji. 